# Саадъярв
Са́адъярв или Са́дъярв (устар. Садіервъ, Садь-ярв; эст. Saadjärv) — эвтрофное озеро в волости Тарту на севере уезда Тартумаа в Эстонии. Расположено в 15 км к северу от Тарту около посёлка Табивере, на территории ландшафтного заповедника Вооремаа (эст. Vooremaa maastikukaitseala).
Площадь озера — 723,5 га, глубина — до 25 м.
Из озера вытекает река Мудайыги.